# Những biến tấu trên chủ đề rococo

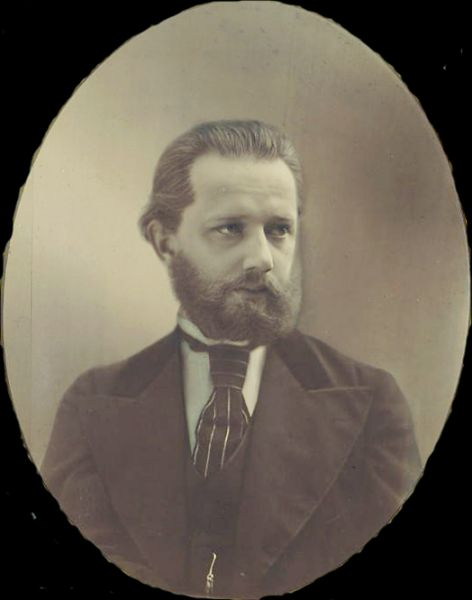
Porträt des Komponisten Pjotr Tschaikowski (1840-1893)

Những biến tấu trên chủ đề rococo, Op. 33 là tác phẩm dành cho cello và dàn nhạc giao hưởng của nhà soạn nhạc người Nga Pyotr Ilyich Tchaikovsky. Tác phẩm được sáng tác vào năm 1876, bao gồm Mở đầu, chủ đề và 8 biến tấu. Tác phẩm được trình diễn lần đầu tiên tại Moskva vào năm 1877.